# Музей слідопитів
Музей слідопитів — перший в Україні приватний музей історії Великої Вітчизняної війни. Розташований у селі Нові Петрівці Вишгородського району на Київщині.
Діє як відділ журналу «Музеї України» на громадських засадах. Легалізований рішенням Новопетрівської сільської Ради народних депутатів. Музей створено на базі колекції «Іржаве обличчя війни» у приватній садибі досвідченого пошуковця Володимира Даниленка, який очолює музей.
Музей регулярно організує журналістські пошукові експедиції, що проходять під патронатом редактора журналу «Музеї України» Віктора Тригуба. Активісти музею знайшли і урочисто перепоховали останки понад 300 невідомих радянських солдат, що загинули на Лютізькому плацдармі.
В експозиції музею залишки радянських, німецьких, американських танків, літаків, автомобілів, артилерійських систем, боєприпасів та зброї. Всі речі автентичні — знайдені на місцях колишніх боїв. Огляд починається у дворі, де зібрані іржаві розряджені міни, траки танків, бліндажна піч та інші предмети. Основні експонати зберігаються на другому поверсі гаражної споруди. Максимально точно збережено «робоче» місце колишнього червоного слідопита.
За оцінками експертів, Музей слідопитів є новою концепцією відтворення далеких воєнних подій через демонстрацію їх реальних слідів, залишених солдатами.
Деякі експонати музею унікальні, їх можна побачити лише у Нових Петрівцях.
Одна з резонансних знахідок — напрямна рама від системи залпового вогню «Катюша», яка нині виставлена у Національному музеї-заповіднику «Битва за Київ у 1943 році».